# The Evil Within 2
The Evil Within 2 je survival horor z roku 2017, který vyvinula společnost Tango Gameworks a vydala Bethesda Softworks. Jedná se o pokračování videohry The Evil Within z roku 2014.

## Synopse
Mobius chce znovu využít STEM k ovládnutí celého světa. Rovněž hodlá zvrátit kolaps světa zvaném STEM. Jeho speciální tým selže, a proto povolává Sebastiana z předchozího dílu. Tomu jde jen o to zachránit svoji dceru.

## Vývoj
Herní vývoj započal v březnu 2015. Režisér předchozího dílu Šindži Mikami se ujal produkce. Na příběhu pracovali Šódži Išimine a Trent Haaga. Hra byla oznámena v srpnu 2016.

## Vydání
Hra The Evil Within 2 vyšla v říjnu 2017 pro PlayStation 4, Windows a Xbox One.
Hra získala od kritiků vesměs pozitivní hodnocení. Stejně jako její předchůdce byla chválena za vizuální stránku, atmosféru a hratelnost, ale dočkala se kritiky za příběh a postavy.